# دوغ ساذرلاند (سياسي أسترالي)
دوغ ساذرلاند هو عمدة وسياسي أسترالي، ولد في 23 سبتمبر 1932. نشط حزبياً في حزب العمال الأسترالي (فرع نيوساوث ويلز) ‏. وقد انتخب مندوب المؤتمر الدستوري الأسترالي 1998 ‏ عن دائرة نيوساوث ويلز وقد انضم خلال فترته النيابية (2 فبراير 1998 – 13 فبراير 1998) للكتلة البرلمانية Australians for Constitutional Monarchy ‏.